# Jacob Palmstierna
Carl "Jacob" Palmstierna (28. april 1934 – 22. april 2013) var en svensk friherre og bankmand.
Efter eksamen fra Handelshögskolan i Stockholm og studier ved Wharton School of Economics, University of Pennsylvania i USA fik Palmstierna ansættelse hos Stockholms Enskilda Bank, der senere blev til Skandinaviska Enskilda Banken. Han virkede i banken i 30 år og 14 år i dets bestyrelse. I nogle måneder i 1989 var han bankens koncernchef, men blev tvunget til at afgå efter beskyldninger om skattekriminalitet. Han blev fuldstændig frifundet for anklagerne og virkede derefter i Nordbanken, der senere blev til Nordea som bestyrelsesformand og næstformand igennem ti år. Han var også bestyrelsesformand for et betydeligt antal svenske virksomheder, blandt andet Stora Kopparberg, Electrolux og Tetra Pak. Jacobs yngre bror Fredrik Palmstierna er bestyrelsesformand i Latour AB.
Palmstiernas bopæl var på Maltesholms slot udenfor Kristianstad. Han skrev memoirbøgerne "Jacobs stege – trumfer och nederlag i en bankmans liv" fra 2008 og "Egendomspraktikan" fra 2009.